# Mohácsi András
Mohácsi András  (Budapest, 1963. január 28. –) magyar szobrász. Műveinek domináns anyaga a kő.

## Életpályája
Édesapja gépészmérnök, édesanyja statisztikus volt a Magyar Nemzeti Banknál. Három testvére van, Mohácsi János rendező, öccse István író, nővére követte a reál irányt. Ötödszöri próbálkozás után, 1987 és 1993 között a Magyar Képzőművészeti Főiskolán szobrász szakon tanult, Somogyi József, Kiss István, és Bencsik István voltak a mesterei. 1976-tól 1986-ig Szlávik Lajos festőművész szabadiskolájában tanult. 1993 és 1995 között a Janus Pannonius Tudományegyetem Képzőművészeti Mesteriskola, 1995 és 1998 között a Janus Pannonius Tudományegyetem DLA-program résztvevője volt.
Felesége Remete Kriszta jelmeztervező, két leány és egy fiúgyermekük született.

## Egyéni kiállításai
- 1992, 1993 • Epreskerti Kálvária
- 1998 • Követek, Parti Galéria, Pécs
- 1999 • Óbudai Társaskör Galéria, Budapest-Óbuda (kat.) • Artus Kiállítási Csarnok, Budapest (Nádas Tiborral).

## Részvétele csoportos kiállításokon (válogatás)
- 1993 • Villányi Mesteriskola kiállítása, Parti Galéria, Pécs
- 1994 • Villányi Mesteriskola kiállítása, Magyar Kultúra Háza, Berlin • Villányi Mesteriskola kiállítása, Pécsi Galéria, Pécs • Janus Pannonius Múzeum, Pécs • Országos Szobrászrajz Biennálé, Nagytétényi Kastélymúzeum, Nagytétény
- 1995 • Villányi Mesteriskola kiállítása, Pécsi Galéria, Pécs • NEMO kiállítás, Arany 10 Galéria • Helyzetkép/Magyar szobrászat, Műcsarnok, Budapest • Válogatta Várkonyi György, Pécsi Galéria, Pécs
- 1996 • Villányi Mesteriskola kiállítása, Pécsi Galéria, Pécs
- 1997 • Magyar Szalon ’97, Műcsarnok, Budapest • Szobrászfórum 1997, Stadt Park Lahr (D)
- 1998 • Derkovits-ösztöndíjasok kiállítása, Ernst Múzeum, Budapest • Végzős DLA-hallgatók kiállítása, Múzeum Galéria, Pécs • A Noszvaji Művésztelep kiállítása, Eger • Ezredvég, Artus Kiállítási Csarnok.